# Сангкагало, Натали
Натали Пайлин Сангкагало (англ. Natalie Pailin Sangkagalo; род. 1 июля 1999) — таиландская фигуристка, выступавшая в одиночном катании. Чемпионка Таиланда (2017) и участница чемпионата четырёх континентов (2018).

## Биография
Натали Сангкагало родилась 1 июля 1999 года в Провиденсе, штат Род-Айленд, США. Её отец родом из Таиланда. Начала заниматься фигурным катанием в 2007 году. Вне льда предпочитала чтение книг, готовку и пеший туризм.
На протяжении спортивной карьеры тренировалась в Бостоне. На соревнованиях представала Бостонский клуб фигурного катания. Каталась под руководством Джули Хейз, Марка Митчелла, Питера Йоханссона и Понгтавана Суриотая.
В детстве участвовала во внутренних соревнованиях в США. С 2016 года выступала за Таиланд. На национальном таиландском чемпионате удостаивалась медалей каждого достоинства: серебро (2016), золото (2017), бронза (2018).
В 2017 году была близка к попаданию на пьедестал Игр Юго-Восточной Азии, уступив бронзовой медалистке менее одного балла. Владела и успешно выполняла на соревнованиях прыжки в три оборота — флип, сальхов и тулуп.
Личный рекорд на международных состязаниях под эгидой ISU набрала в рамках чемпионата четырёх континентов 2018 года. На том турнире фигуристка за две программы получила 93,61 балла, и заняла двадцать второе место.

## Программы
| Сезон     | Короткая программа          | Произвольная программа     |
| --------- | --------------------------- | -------------------------- |
| 2017–2018 | - «Bohemian Rhapsody» Queen | - «Red Cliff» Таро Ивасиро |

## Результаты
| Четыре континента           |   |    | 22 |
| Autumn Classic              |   |    | 14 |
| Asian Open Trophy           |   |    | 11 |
| Игры Юго-Восточной Азии     |   |    | 4  |
| Международные среди юниоров |   |    |    |
| Золотой конёк Загреба       |   |    | 11 |
| Гран-при Словении           |   | 27 |    |
| Национальные                |   |    |    |
| Чемпионат Таиланда          | 2 | 1  | 3  |